# Kirkwoodove zone
Kirkwoodove zone ili Kirkwoodove pukotine su područja u glavnom planetoidnom pojasu (asteroidni pojas) u kojima se nalazi malen broj planetoida. Odgovaraju putanjama koje bi planetoid slijedio kada bi njegov period revolucije (ophodno vrijeme) bio u cjelobrojnom odnosu s Jupiterovim periodom revolucije (najprimjetljivije za omjere 1 : 2, 3 : 5, 1 : 3, 2 : 7). Taj je nalaz 1866. protumačio Daniel Kirkwood poremećajem uzrokovanim Jupiterovom gravitacijskom silom ili plimnom silom (ako bi Jupiter na neki planetoid djelovao uvijek na istom dijelu putanje, planetoidu bi se putanja promijenila). Pukotine u Saturnovim prstenovima posljedica su sličnoga mehanizma gravitacijskoga djelovanja Saturnovih prirodnih satelita.
Detaljnija analiza staza asteroida u asteroidnom pojasu pokazuje da se oni mogu razvrstati u nekoliko posebnih skupina, te da postoji 7 zona male zastupljenosti. Bitno je naglasiti da su ovo područja slabe zastupljenosti prosječnih, a ne stvarnih udaljenosti asteroida. Kirkwoodove zone su posljedica gravitacijskih utjecaja planeta (posebno Jupitera i Marsa), odnosno orbitalnih rezonancija planeta i asteroida, pri čemu dolazi do povećanog gravitacijskog utjecaja planeta na asteroid i to svaki put na istom dijelu putanje. To dovodi do povećane eliptičnosti putanje asteroida koji se zatim može sudariti s nekim planetom ili biti izbačen iz Sunčeva sustava. Slično porijeklo Kirkwoodovim zonama imaju i pukotine u Saturnovim prstenovima, koje su posljedica gravitacijskog djelovanja Saturnovih satelita. Asteroidi koji se previše približe Jupiteru mogu biti izbačeni iz Sunčeva sustava ili gurnuti prema Suncu već nakon prvog susreta s Jupiterom.

## Grupiranje asteroida
Uobičajeno je da se asteroidi grupiraju prema orbitalnim karakteristikama i prema fotometrijskim i spektroskopskim svojstvima, koja ukazuju na razlike u strukturi. Staze planetoida su zbog različitih inklinacija i ekscentriciteta vrlo razbacane, pa njihova izravna snimka ne pokazuje nikakvih pravilnosti. No ako se staze srede tako da se na crtež unesu samo srednje udaljenosti (velike poluosi staza a, ili siderički period ophoda P, ili srednje dnevno gibanje n), tada se planetoidni prsten raslojava u podsisteme - u otprilike 7 prstenčića. Tako priređene staze nazivaju se srednjim stazama. Srednje dnevno gibanje određeno je kao:
{\displaystyle n({\frac {''}{dan}}\,)=\,{\frac {3548}{P(god.)}}\,=\,{\frac {3548}{({\frac {a}{AJ}})^{3/2}}}\!}
To je u stvari kutna brzina ω = 2 π / P, izraženo brojem kutnih sekundi koje tijelo prevali u prosjeku u jednom danu.
Staze planetoida ovise o načinu na koji su planetoidi nastali i o stalnim poremećenjima. Čim se staza planetoida malo poremeti, bilo bliskim susretom ili direktnim srazom s drugim planetoidom, gravitacijski se utjecaj planeta odmah izražava pa dolazi do snažnog poremećenja, koje djeluje sve dok planetoid ne uđe u područje gdje je poremećenje slabije. Stoga planeti odlučujuće utječu na razmještaj planetoida, te ovi neka područja izbjegavaju, a u nekima se gomilaju. Dolazi do rezonancija. Utjecaj Jupitera je odlučujući, zatim slijedi utjecaj Marsa i drugih planeta. Za rezonancije važan je odnos između perioda obilaska planetoida P i perioda obilaska planeta PP. One staze za koje je omjer između tih perioda sumjerljiv imaju to svojstvo da je poremećenje ili veoma jako ili veoma slabo. 
Čistine u srednjim gibanjima planetoida uočio je Daniel Kirkwood 1866. Čistine odgovaraju omjerima perioda planetoida i Jupitera:
{\displaystyle {\frac {P}{P_{P}}}\,=\,{\frac {1}{2}}\,,\,{\frac {1}{3}}\,,\,{\frac {1}{4}}\,,\,{\frac {2}{5}}\,,\,{\frac {2}{7}}\,,\,{\frac {3}{5}}\,,\,{\frac {3}{7}}\,,\,{\frac {5}{11}}\,}
te omjeru perioda planetoida i Marsa jednakom 2 : 1. Za neke pak omjere perioda planetoida i Jupitera staze su veoma stabilne, pa se tu oni baš okupljaju. To su rezonantni planetoidi. Za njih vrijedi:
{\displaystyle {\frac {P}{P_{P}}}\,=\,{\frac {2}{3}}\,,\,{\frac {3}{4}}\,,\,{\frac {1}{1}}\,}
Prva grupa od nekoliko planetoida predvođena je Hildom. Staze tih tijela stabilne su iako se zbog velikog ekscentriciteta pružaju blizu Jupiterove staze, ali se zbog zgodnog odnosa u broju obilazaka (komenzurabilnosti perioda) nikada istovremeno, na bliskom dijelu staza, ne nađu Jupiter i planetoidi. Zato ih Jupiter jako ne poremećuje. Druga grupa je manja (primjer 279 Thule), a treću grupu čine znameniti Trojanci.